# Rhyacophila germana
Rhyacophila germana är en nattsländeart som beskrevs av Navás 1923. Rhyacophila germana ingår i släktet Rhyacophila och familjen rovnattsländor. Inga underarter finns listade i Catalogue of Life.